# David Hasler
Pour les articles homonymes, voir Hasler (homonymie).
David Hasler est un footballeur liechtensteinois né le 4 mai 1990 à Schaan (Liechtenstein).

## Carrière

### En club
- 2008-2010 : FC Bâle ( Suisse)
- 2010-2013 : FC Vaduz ( Liechtenstein)